# Sipange Siunjam
Sipange Siunjam is een bestuurslaag in het regentschap Tapanuli Selatan van de provincie Noord-Sumatra, Indonesië. Sipange Siunjam telt 919 inwoners (volkstelling 2010).